# Nicholas Suppa
Nicholas Suppa, nome con cui è noto in lingua italiana Nikolas Knoblauch, (Schwäbisch Gmünd, 17 agosto 1995), è un giocatore di football americano tedesco con cittadinanza italiana, che gioca come linebacker per i Rhinos Milano e per la nazionale italiana con cui si è laureato campione d'Europa nel 2021.
Dopo aver giocato per due squadre giovanili, si è trasferito nel 2016 alla prima squadra degli Schwäbisch Hall Unicorns, nei quali militerà fino al 2019 con una parentesi agli italiani Dolphins Ancona. Nel 2020 avrebbe dovuto giocare nei Seamen Milano, ma in seguito alla cancellazione della stagione a causa della pandemia di COVID-19 va a giocare prima ai danesi Triangle Razorbacks, poi agli svedesi Örebro Black Knights e successivamente per due stagioni agli spagnoli Badalona Dracs. Nel 2021 torna quindi in Svezia agli Stockholm Mean Machines, poi in Germania ai Frankfurt Galaxy della ELF e infine ai norvegesi Oslo Vikings. Nel 2022 gioca nuovamente in Spagna (ai Fuengirola Potros) e in una squadra tedesca di ELF (gli Stuttgart Surge), per passare nel 2024 ai Rhinos Milano.

## Palmarès
- 1 Europeo (2021)
- 1 ELF Championship (Frankfurt Galaxy, 2021)
- 2 German Bowl (Schwäbisch Hall Unicorns, 2017, 2018)
- 1 Spanish Bowl (Badalona Dracs, 2021)
- 1 NM-Final (Oslo Vikings, 2021)